# 朝子的默示錄
《朝子的默示錄》是漫画家青山景的日本漫畫作品。在讲谈社的《Evening》杂志连载一年。由於2011年作者青山景自杀，成為遺作。

## 故事大綱
新人教師湯島朝子因為原導師請產假而代他教導4年2班。不過這個班上有一位叫作伊勢崎大介而擁有野心的學生。
某時，他為了「讓同學森百合香成為教祖、讓這個班上興起宗教吧」、而在森林中引發奇蹟、並且讓其他同學也都親眼目擊到。這個奇蹟卻是個詐術、是朝子為了伊勢崎而幫他演出了這段奇蹟。也因為這件事情，讓森百合香的特別因此慢慢在同學間傳開。

## 登场人物
湯島朝子
森百合香
伊勢崎大介

## 單行本
- 青山景『朝子的默示録』 講談社〈イブニングKC〉、全2卷（絕筆）
  1. 2011年3月23日初版發行（同日發售）、ISBN 978-4-06-352356-0
  2. 2012年2月23日初版發行（同日發售）、ISBN 978-4-06-352396-6